# Leymus
Leymus là một chi thực vật có hoa trong họ Hòa thảo (Poaceae).

## Loài
Chi Leymus gồm các loài: